# Antoine Gonzalès
Pour les articles homonymes, voir Gonzalès.
Pas d'image ? Cliquez ici

a Compétitions nationales et continentales officielles uniquement.

b Matchs officiels uniquement.
Antoine Gonzalès, né le 6 avril 1947 à Madrid (Espagne), est un joueur de rugby à XIII français dans les années 1970 évoluant au poste de talonneur.
Natif d'Espagne, il joue pour l'US Villeneuve avec lequel il remporte la Coupe de France en 1979, et dispute la finale du Championnat de France en 1974.
Ses bonnes prestations en club l'amènent à être sélectionné à de nombreuses reprises en équipe de France entre 1975 et 1978, prenant part à la Coupe du monde 1975.

## Palmarès
- Collectif :
  - Vainqueur de la Coupe de France : 1979 (Villeneuve-sur-Lot).
  - Finaliste du Championnat de France : 1974 (Villeneuve-sur-Lot).
  - Finaliste de la Coupe de France : 1972 (Villeneuve-sur-Lot).

### Détails en sélection
| 1. | 16 février 1975 | Pays de Galles   | 8-21  | Coupe du monde | Talonneur | - | - | - | - |
| 2. | 15 juin 1975    | Nouvelle-Zélande | 0-27  | Coupe du monde | Talonneur | - | - | - | - |
| 3. | 17 octobre 1975 | Nouvelle-Zélande | 12-12 | Coupe du monde | Talonneur | - | - | - | - |
| 4. | 26 octobre 1975 | Australie        | 2-41  | Coupe du monde | Talonneur | - | - | - | - |
| 5. | 6 novembre 1975 | Pays de Galles   | 2-23  | Coupe du monde | Talonneur | - | - | - | - |
| 6. | 15 janvier 1978 | Pays de Galles   | 7-29  | Coupe d'Europe | Talonneur | - | - | - | - |
| 7. | 5 mars 1978     | Angleterre       | 11-13 | Coupe d'Europe | Talonneur | - | - | - | - |